# Papilio maroni
Papilio maroni (còn được gọi là bướm phượng Maron) là một loài bướm ngày trong họ Bướm phượng. Nó có nguồn gốc từ Guiana thuộc Pháp. Nó được coi là một phân loài của Papilio chiansiades.

## Mô tả
Papilio maroni là một loài bướm lớn. Kích thước cánh của chúng dao động từ 52 mm đến 55 mm.

## Phân bố
Papilio maroni chỉ được tìm thấy ở Guiana thuộc Pháp. Đã có nhiều ghi chép về loài này sinh sống quanh St. Laurent, trên sông Maroni.